# پیتر دوم قبرس
پیتر دوم قبرس (۱۳۵۴ یا ۱۳۵۷ – ۱۳ اکتبر ۱۳۸۲) ملقب به چاق، یازدهمین پادشاه قبرس از خاندان لوزینیان بود که از ۷ ژانویه  ۱۳۶۹ تا زمان مرگش در این مقام بود. وی پسر پیتر یکم قبرس و النور آراگون بود. وی در حالی که به پادشاهی قبرس رسید که پدرش به قتل رسیده و خود او نیز به سن قانونی نرسیده بود. وی همچنین  ‌کنت افتخاری و اسمی طرابلس و پادشاه افتخاری و اسمی اورشلیم بود.